# EMONSTER
EMONSTER（イーモンスター）は、イー・モバイル（現：ワイモバイル）の通話および無線通信サービス向けに供給されていたHTC製Pocket PCである。型番はS11HT(エス いちいち エイチティ)、HTC Kaiser120の派生端末。

## 概要
2008年3月28日に提供開始されたイー・モバイルとして初のスマートフォン製品。端末単体での通話およびデータ通信に加え、パソコン等からUSBあるいはBluetoothを介しての利用が可能。データ通信方式は下り最大速度3.6MbpsのHSDPAのほか、無線LAN (IEEE 802.11b/g) にも対応している。オペレーティングシステム (OS) はWindows Mobile 6.0 Professional Edition。

## 特長
- 角度調節可能なスライド・チルトアップ液晶
- QWERTY配列キーボード、ジョグホイール搭載
- 「HTCホーム」画面で時刻・予定・連絡先・天気・ランチャー(ネットワーク接続モード切り換え含む)・サウンド/マナー切り換え
- フィンガースクロール、フィンガーパン
- SMS・MMS (EMnetメール) ・電子メール・Outlookメールの4つに対応
- パソコン等に接続し、モデムとして利用する際も定額データ通信サービスを適用
- NAVITIMEに対応（EMnet接続時に限る）
- mora winに対応

## 沿革
- 2008年2月20日 - EMONSTER (EMON) という愛称を決定。"EMObile Net Smart TERrminal"の略称であるとともに「いいもん」(良いもの)という意味も持たせてあるという[1]。
- 2008年2月25日 - 発売を発表。
- 2008年3月1日 - 予約開始。
- 2008年3月28日 - 日本全国の家電量販店およびパソコンショップで発売開始。
- 2018年1月31日 - 当機種が使用している1.7GHz帯の3G帯域をLTEに転用するため、この日をもって利用不可となる[2]。